# Kóndrovo
Kóndrovo (ruso: Ко́ндрово) es una ciudad rusa, capital del raión de Dzerzhinski en la óblast de Kaluga.
En 2021, la ciudad tenía una población de 15 734 habitantes. En su territorio no hay pedanías.
Se ubica unos 30 km al noroeste de la capital regional Kaluga, sobre la carretera 29K-008 que lleva a Medýn. Por la ciudad pasa el río Shania.

## Historia
Recibe su nombre de la familia noble Kondyrev, a la que Iván III de Rusia concedió estas tierras en 1501, en recompensa por su defensa del río Oká en las guerras contra el Gran Ducado de Lituania. En 1615 se fundaron aquí los pueblos de "Kondyrevo" (Кондырево) y "Omelyanovskoye" (Омельяновское), separados por el río Shania y pertenecientes a distintas familias nobles; con el tiempo, ambos pueblos acabaron unificándose entre sí y con otras pequeñas localidades vecinas, entre las que destacó el vecino pueblo de "Troitskoye" (Троицкое).
En 1785, se fundó en el área una fábrica de papel, que dio cierto desarrollo urbano en el siglo XIX. En 1938, cuando los pueblos de "Kondyrevo" y "Troitskoye" sumaban ya casi diez mil habitantes, se unificaron para formar definitivamente la actual ciudad de Kóndrovo. La economía de la ciudad sigue basándose casi exclusivamente en la fábrica de papel, por lo que 2016 fue incluida en la lista oficial de ciudades rusas en riesgo económico por depender de una sola industria.